# 兰斯·贝克尔
兰斯·贝克尔（英語：Lance B. Becker）是美国医师和学者，专门研究急症医学和心脏骤停的治疗，目前就职于诺斯维尔健康集团 。 他是北岸大学医院急诊医学系主任 ，以及霍夫斯特拉诺斯韦尔医学院急诊医学教授和主任。 

## 职业背景
贝克尔从伊利诺伊大学医学院获得医学博士学位 ，并在迈克尔里斯医院和医学中心完成了内科住院医师培训。在加入Northwell诺斯维尔集团之前，他在宾夕法尼亚大学创立了复苏科学中心，并在芝加哥大学建立了紧急复苏中心。

## 研究
贝克尔撰写和发表了290多篇科学论文。他的研究一直集中在延长可逆的心肺复苏时间（即：从心脏骤停或临床死亡到一个人因脑死亡而无法通过急救措施复活的时间）。从历史上看，这里有一个“标准的四分钟时限”，但是现在可以通过更好的医疗实践将其延长到十五分钟甚至三十分钟。 贝克尔通过其临床实践向其他医生证明：“死亡并非像他们从医学院的教科书中学到的那样：10分钟没有氧气供应就等于没救了”。 
贝克尔发现缺氧后组织恢复供氧所致的再灌流损伤是造成细胞死亡的主要原因。通过治疗性低体温可以延迟或终止细胞死亡。 以瑞典滑雪者安娜·鲍根霍尔姆（AnnaBågenholm）为例 ，她在冰中掉入冰冷的水中，即使没有氧气超过一个小时，寒冷也保护了她免遭缺氧所致的脑损害。 
自2014年起，已着手开始进行进一步的研究，用冷盐溶液置换患者的血液，以诱导低至50°F（10°C）的“深低温”状态。 根据贝克尔医生的说法，“将血液排出并迅速将人冷却至深低温，我们每天都在努力，希望能够做到这一点，这很难做... 但是我要说这很可能是个正确的想法。” 贝克尔认为我们有可能最终实现长期暂停生命，即将人体在低温保存多年，尽管基于目前的技术，还有“相当长的路要走”。
贝克尔以北岸大学医院心肺复苏病例的视频反馈为基础，领导了MTV-CPR（机械模拟-聚焦团队-视频回顾心肺复苏）项目。 2020年，贝克尔（Becker）的小组发表了一项为期2年的研究，结果显示，与对照组相比，心脏骤停患者恢复自主循环从26％提高到41％。 

## 获奖情况
贝克尔是美国国家科学院和 国家医学科学院的院士 。 